# Kadri Moendadze
Kadri Moendadze (Mamoudzou, 23 gennaio 1994) è un cestista francese.